# Roxane Mesquida

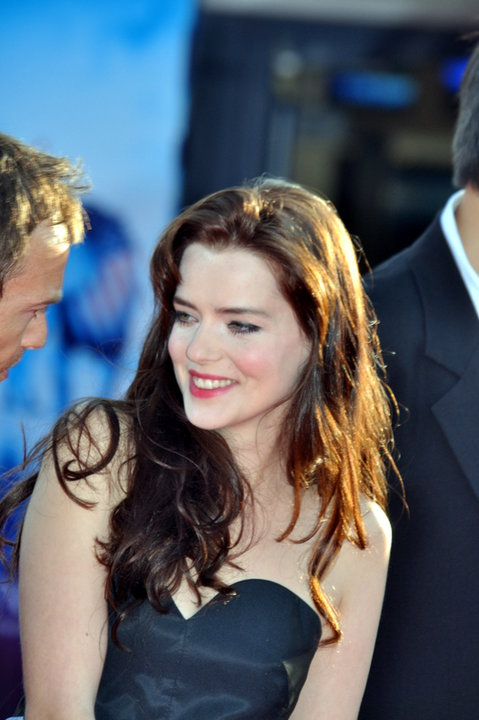
Roxane Mesquida, 2010

Roxane Mesquida (* 1. Oktober 1981 in Marseille, Bouches-du-Rhône) ist eine französische Filmschauspielerin.

## Leben
Die in Le Pradet aufgewachsene Roxane Mesquida wollte zunächst Kunst studieren, entschied sich dann aber für eine Karriere als Schauspielerin, nachdem sie im Alter von 11 Jahren von Regisseur Manuel Pradal entdeckt wurde. Pradal besetzte Mesquida 1997 in einer Nebenrolle in seinem Drama Kleine Engel, kleine Haie. In Catherine Breillats mehrfach ausgezeichnetem Drama Meine Schwester spielte Mesquida neben Anaïs Reboux die Hauptrolle.

## Filmografie (Auswahl)
- 1997: Marie Baie des Anges – Regie: Manuel Pradal
- 1998: Schule des Begehrens (L’École de la chair) – Regie: Benoît Jacquot
- 2000: Gaïa – Regie: Olivier Robinet de Plas
- 2001: Meine Schwester (À ma sœur !) – Regie: Catherine Breillat
- 2002: Sex Is Comedy – Regie: Catherine Breillat
- 2002: Sexes très opposés – Regie: Éric Assous
- 2002: Âges ingrats – Regie: Cyril Gelblat
- 2004: Le grand voyage – Regie: Ismaël Ferroukhi
- 2006: Sheitan – Regie: Kim Chapiron
- 2007: Die letzte Mätresse (Une vieille maîtresse) – Regie: Catherine Breillat
- 2009: La dérive – Regie: Philippe Terrier-Hermann
- 2010: Adieu Molito – Regie: Christophe Régin
- 2010: Rubber – Regie: Quentin Dupieux
- 2010: Kaboom – Regie: Gregg Araki
- 2010: Dans ta bouche – Regie: Laetitia Masson
- 2010: Sennentuntschi – Regie: Michael Steiner
- 2011: Die Zeit danach (Quand j’étais Gothique) – Regie: Marcia Romano
- 2012: Kiss of the Damned – Regie: Alexandra Cassavetes
- 2012: The Most Fun You Can Have Dying – Regie: Kirstin Marcon
- 2015: Our Futures (Nos futurs) – Regie: Rémi Bezançon
- 2015: Despite the Night (Malgré la nuit) – Regie: Philippe Grandrieux
- 2017: Mercury in Retrograde – Regie: Michael Glover Smith
- 2018: Burning Shadow – Regie: Alexandre Nahon
- 2019: Play or Die – Regie: Jacques Kluger
- 2022: Méduse – Regie: Sophie Lévy

## TV
- 1998: Homo cinematographicus von Alberto Veronese (Dokumentation)
- 2002: Les Paradis de Laura von Olivier Panchot: Laura
- 2004: Mentir un peu von Agnès Obadia: Irène
- 2005: Les Vagues von Frédéric Carpentier: Célia
- 2011–2012: Gossip Girl: Béatrice Grimaldi (Serie, 3 Folgen)
- 2012: XIII – Die Verschwörung: Betty Barnowsky (Serie, 13 Folgen)
- 2019: Now Apocalypse: Severine Bordeaux (Serie, 10 Folgen)
- 2024: Mademoiselle Holmes (Serie, 5 Folgen)